# Цвирко, Виталий Константинович
Вита́лий Константи́нович Цви́ркo (1 [14] февраля 1913, Радеево, Могилёвская губерния — 11 июня 1993, Минск) — белорусский советский живописец и педагог. Народный художник БССР (1963). Лауреат Государственной премии Белорусской ССР (1967).

Мемориальная доска, посвящённая Цвирко В. К., на стене детской художественной школы, названной его именем. Минск, улица Володарского

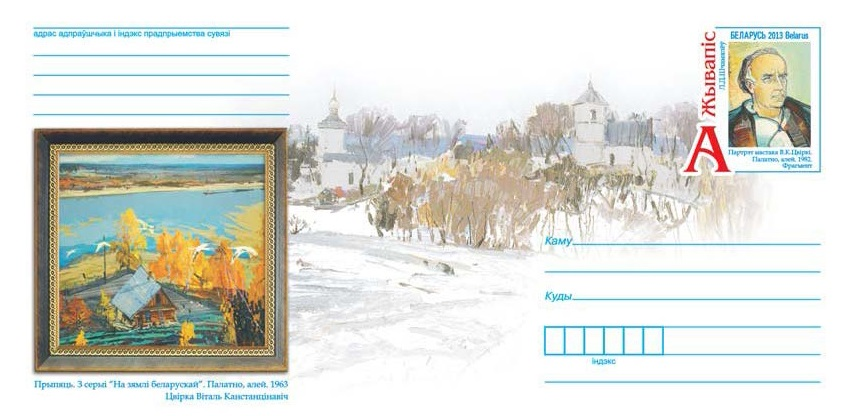
Художественный конверт с оригинальной маркой «Живопись В. К. Цвирко», выпущенный Белпочтой 24 января 2013 года

## Биография
Родился 1 (14 февраля) 1913 года в деревне Радеево (ныне Буда-Кошелевский район, Гомельская область, Беларусь) в семье сельских учителей. Отец будущего художника увлекался творчеством русских художников Перова В. Г., Репина И. Е., Крамского И. Н., стены дома были увешаны репродукциями их работ.
Вскоре семья Цвирко переезжает в Минск. В школе на рисунки Виталия Цвирко обратили внимание педагоги по рисованию, сами будущие известные белорусские живописцы Михаил Станюта и Анатолий Тычина. Они стали давать ему частные уроки. Большое влияние на формирование творческой личности художника оказал белорусский писатель, поэт и драматург Кондрат Крапива.
В 1929 году поступил в Витебский художественный техникум, который окончил в 1932 году. По окончании жил и работал в Минске.
В 1935 году участвовал в художественной выставке в Москве, успех в которой привёл к поступлению в Московский Художественный институт имени Сурикова на курс к Ряжскому Г. Г. и Покаржевскому П. Д. Там же онучился у таких известных мастеров русского пейзажа как Герасимов С. В. и Грабарь И. Э. Во время Великой Отечественной войны институт был эвакуирован в Самарканд, где в 1942 году и получил диплом о высшем образовании. В 1944 году, после освобождения Минска от немецко—фашистских оккупантов, художник возвращается в столицу Беларуси, где активно занимается живописью на военно—историческую и послевоенную тематики. В 1946 году становится членом Союза художников БССР. Центральным произведением художника того периода можно считать полотно «Непокорённые» (1947), где группе фашистских солдат противопоставлен приговоренный к казни партизан. Из исторических сюжетов можно отметить картину «Восстание рыбаков на озере Нарочь» (1957). В последующие годы художник больше увлекается лирической пейзажной живописью и пейзажно—монументальной, например как в триптихе «На земле белорусской» (1961), на котором изображены возвращающиеся с работы труженицы полей.
Также Виталий Цвирко создал серии мемориальных городских пейзажей, связанных с событиями Великой Отечественной войны в Беларуси, портретов участников партизанского движения для Государственного музея истории Великой Отечественной войны в Минске.
С 1947 года начал преподавать в Минском художественном училище, а с 1952 в Белорусском государственном театрально—художественном институте, где сначала заведует кафедрой живописи. В дальнейшем он получает звание профессора и с 1958 по 1960 год занимал должность ректора института. Среди учеников Цвирко выдающиеся белорусские художники:
Леонид Щемелев, Борис Аракчеев, Виктор Громыко, Георгий Поплавский, Иван Рей, Николай Казакевич, Дмитрий Олейник, Андрей Мирский.
В 1961—1967 годах художник был секретарём правления СХ СССР, а в 1962—1963 председателем правления Союза художников БССР. Значительная часть работ Виталия Цвирко находится в фондах Белорусского союза художников.
Умер 11 июня 1993 года. Похоронен на Восточном кладбище. В честь художника названа улица в Советском районе Минска.

## Произведения
- Портреты командира партизанского отряда М. П. Скоромкина (1944)
- Портрет комиссара партизанской бригады А. Н. Захаровой (1948)
- «Пленных ведут» (1945)
- «Разлив в Минске» (1945)
- «Непокорённые» (1947)
- «Март» (1947)
- «Ленин и Сталин в Горках» (1950)
- «Озеро Селява» (1952)
- «Белорусский пейзаж» (1951, 1955, 1956)
- «Тишина» (1954)
- «У мельницы» (1954)
- «Полдень» (1956)
- «Дом рыбака» (1956)
- «Озеро Нарочь» (1956)
- «Восстание рыбаков на озере Нарочь» (1957)
- «Весна» (1958)
- сюита «Поры года» (1958)
- «Вечер в деревне» (1959)
- триптих «На земле белорусской» (1952)
- «Неман» (1952)
- «Начало марта» (1952)
- «Припять» (1963)
- «Пески» (1966)
- «Белорусский мотив» (1967)
- «Былое» (1971)
- «Нарочь» (1971)

## Память
- Детская художественная школа № 1 города Минска носит имя Цвирко В. К.[7] и мемориальная доска в честь Цвирко В. К. на здании детской художественной школы.
- Ежегодно в Национальной библиотеке Беларуси проводится Международная выставка пейзажа, посвящённая Цвирко В. К.[8]
- В Беларуси выпущено две почтовые марки с репродукциями картин Виталия Цвирко: в 1998 году пейзаж «Коложа» и в 2009 году пейзаж «Лазурный день»[9].
- 24 января 2013 года Министерство связи и информатизации Республики Беларусь выпустило в обращение конверт с оригинальной маркой «Живопись. В. К. Цвирко». Марка: Живопись Леонида Щемелёва «Портрет художника В. К. Цвирко». Холст, масло. 1982. Иллюстрация: "Припять. Из серии «На земле белорусской». Холст, масло. 1963. Автор художественного оформления конверта и спецштемпеля — Елена Медведь. Тираж конверта 90 тысяч экземпляров. Специальное памятное гашение осуществлялось 14 февраля на почтамте Минска[10].
- С 15 марта по 3 июня 2013 года в Национальном художественном музее Республики Беларусь прошла выставка «Дыхание Вселенной», посвященная 100-летию со дня рождения народного художника БССР, лауреата Государственной премии Республики Беларусь Виталия Константиновича Цвирко (1913—1993). В экспозиции было представлено более 80 живописных произведений и акварелей художника из коллекции Национального художественного музея, Белорусского союза художников и семьи В. К. Цвирко[11].
- Имя В. К. Цвирко присвоено улице в Минске[12][13]

Марки Республики Беларусь с произведениями Виталия Цвирко
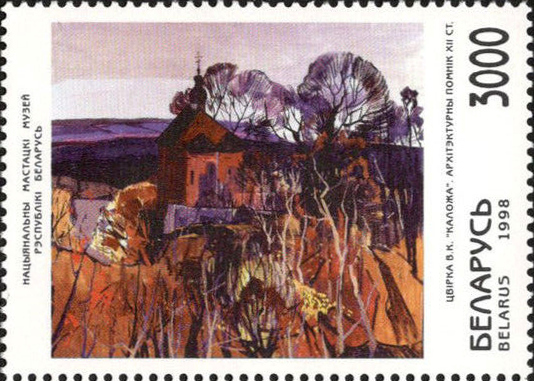
«Коложа», 1969
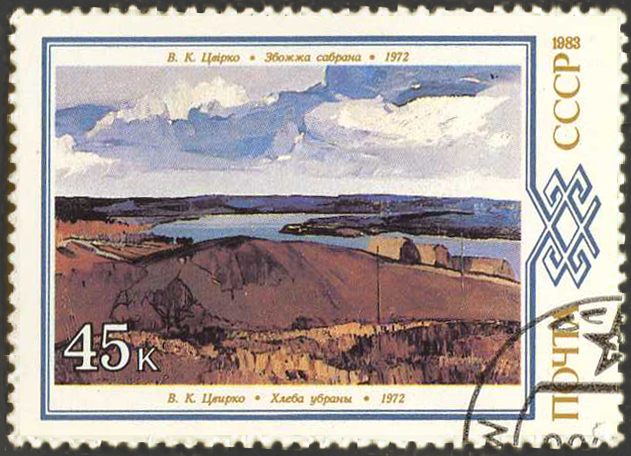
«Зерно собрано», 1972
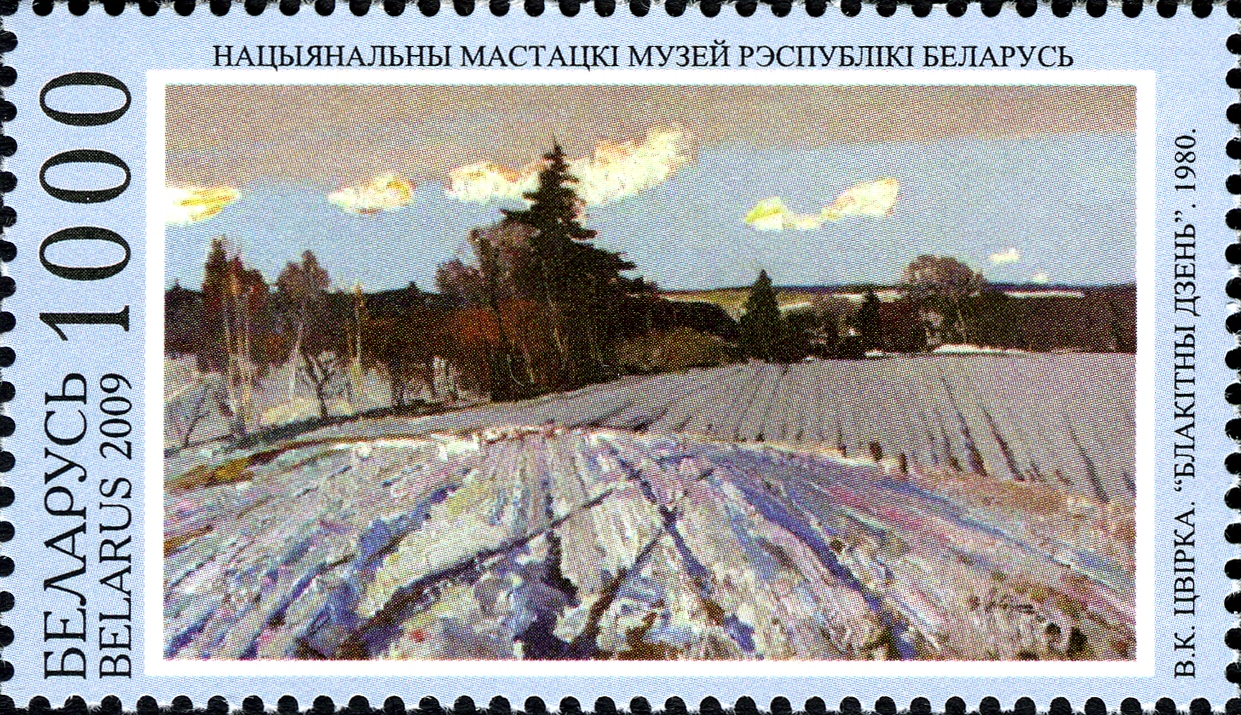
«Голубой день», 1980
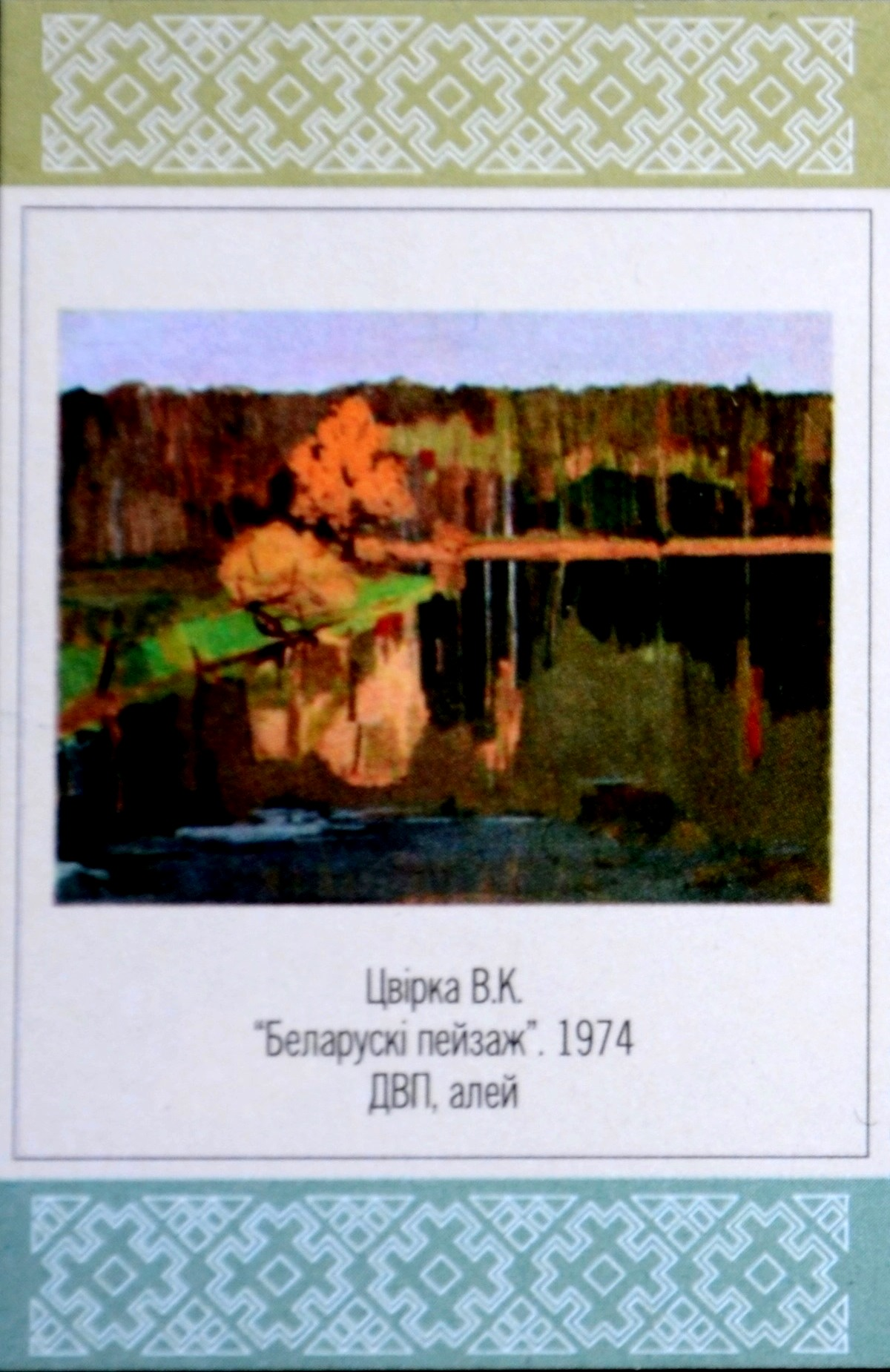
«Белорусский пейзаж», 1974